# 비디오테이프 표준 전쟁

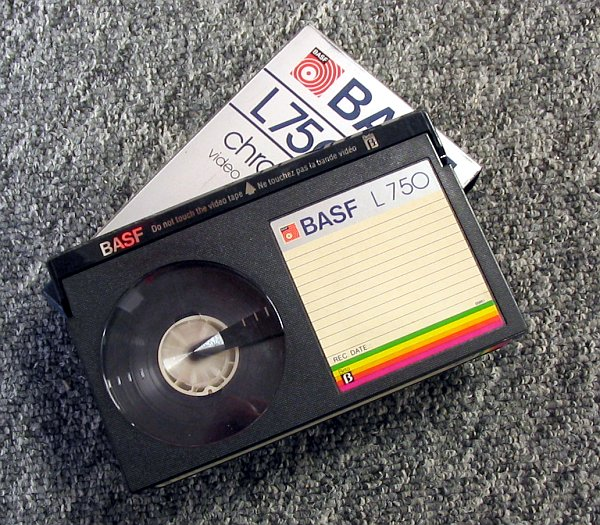
베타맥스 카세트

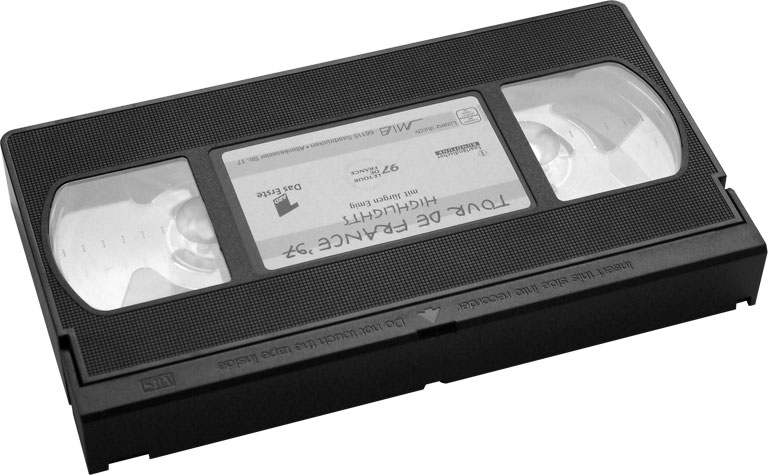
VHS 카세트

비디오테이프 표준 전쟁( - 標準戰爭, videotape format war), 간단히 비디오 전쟁(일본어: ビデオ戦争)은 1970년대부터 1980년대 초기까지 비디오카세트 레코더의 표준을 두고 벌어진 극심한 표준 전쟁을 뜻한다. 마케팅 분야에서 가장 유명한 표준 전쟁으로 널리 알려져 있다.
가정용 비디오카세트 레코더는 1970년대 초반부터 판매되었지만, 가장 성공적으로 판매된 제품은 소니의 베타맥스였다. 곧이어 JVC가 VHS(Video Home System)를 내놓았고, 필립스에서도 Video 2000를 내놓았다.
결과적으로는 VHS가 이 비디오테이프 표준 전쟁에서 승리하였다.

## 배경
1975년에 처음 베타 기술을 다른 전자회사들에 시연하면서, 소니는 다른 회사들이 번거롭게 별도 표준을 만들지 않고 소니의 단일 표준을 따르리라 예상했다. 그러나 다른 회사들의 생각은 그렇지 않았고, 특히 JVC는 독자 노선을 걷기로 결정했다. 이에 대해 소니가 일본 통상산업부를 통해 항의하기도 하였으나 결국 역사상 가장 유명한 표준 전쟁이 시작되었다.

## 기술 경쟁
최초 경쟁 분야는 녹화 시간이었다. 처음 개발된 베타맥스 방식은 최대 한 시간밖에 녹화를 하지 못했는데, 이것은 영화 한 편을 담기에는 모자란 시간이었다. 이에 반해 VHS는 카세트의 크기가 크고 테이프 감는 속도가 느렸기 때문에 2시간 분량을 녹화할 수 있었다. 이에 맞서 소니는 "BII" 모드를 개발하여 녹화 화질이 안 좋은 대신 시간을 늘리는 기술을 선보였다. 비디오테이프에 사용하는 자기 테이프가 가늘어지면서 두 가지 표준 모두 용량이 늘어났다. 1980년대에 베타는 3시간 15분을 녹화할 수 있는 반면, VHS는 3시간을 녹화할 수 있었다. 1980년대 중반 롱 플레이 (LP) 기술이 개발되면서는 VHS는 8시간까지 녹화할 수 있었다.
베타맥스 방식은 VHS와 비교했을 때, 고화질의 영상을 제공했고 영상 잡음도 적었으며 루마-크로마(luma-chroma 누화)(crosstalk)도 적었다. 흔히 이런 이유 때문에, 베타맥스가 VHS보다 앞선 기술이었지만 마케팅에서 패배하였기 때문에 퇴출된 기술이라고 생각하기도 한다. 그러나 실제로는 이런 기술 격차가 그리 크지 않았으며 VHS 방식도 당시 대부분의 사용자들에게 '충분히 뛰어난' 화질을 제공했다. 화질은 테이프의 보존 상태나 각 기계의 상태 같은 다른 요소들에도 많은 영향을 받았다.

## 시장 점유율
가정용 VCR이 영국에서 유행을 타면서, 누가 더 싸게 소비자에게 VCR을 편리하게 제공하느냐가 주요 관심사가 되었다. VHS 기계는 보통 중심가에서 렌탈 서비스로 소비자가 빌려서 사용하는 것에 비해, 베타 기계는 고화질을 선호하여 직접 돈을 내고 구입하려는 소비자를 대상으로 고급 시장에서 인기를 끌었다. 1980년까지 약 100,000대의 가정용 VCR중에서 70%가 구입한 것이 아니라 렌트한 것이었다. 오늘날 가격으로 300만원이 넘는 당시 VCR의 가격뿐 아니라 어느 것이 퇴출 당할지 알 수 없는 두 가지 경쟁 표준이 있었기 때문에, 소비자들은 점점 더 많이 렌탈 서비스를 이용하게 되었다.
필립스와 Grundig가 Video 2000 표준을 만들면서 유럽에는 1980년에 세 가지 표준이 경쟁을 벌였다. Video 2000은 여러 가지 앞선 성능을 선보였으나 개발 시간이 오래 걸리면서 제품 출시가 늦어졌고 이로 인해서 다른 표준을 제치고 시장 주도권을 잡지 못했다. 또한 VHS나 베타와 비교했을 때 재생기계도 덜 안정적이었기 때문에 시장점유율이 낮았고 결국 1985년에 개발을 그만두면서 비디오테이프 표준 전쟁의 첫 번째 희생자가 되었다.
베타맥스 방식도 렌트하기가 점점 쉬워졌으나, VHS는 이미 시장의 70%를 점유했다. 한편, 이 때부터 비디오테이프를 빌려 보는 것이 유행하면서 비디오테이프 대여 시장도 활성화되었다. 흔히 video nasties라고 부르는 '극장에서 개봉하기에는 폭력적이고 잔인한 영화'들이 영국에서 인기를 끌면서 집에서 개인적으로 비디오테이프로 영화를 감상하려는 사람들이 많아졌다. 이 밖에 포르노 영화도 비디오테이프 대여 시장에 불을 붙였다.
소니는 영화 제작자들과 라이선스 계약을 통해서 베타맥스 방식으로 영화를 제공하는데 적극적인 자세를 보이지 않음으로써 또 다시 악수(惡手)를 두었다. (미국에서 포르노 영화를 VHS로만 제공하면서 비디오테이프 표준 전쟁에 큰 영향을 끼쳤다고 평가한다는 의견도 있다.) 베타맥스 방식의 시장 점유율이 낮은데다가 다양한 영화들이 VHS 방식으로만 제공되자 소비자들은 점점 베타방식에서 벗어났다. 1983년만 해도 영국에서는 산요 Beta VTC5000이 가장 많이 팔리면서 베타 방식은 기세를 높이며 1984년에는 25%의 시장점유율을 기록했으나 결국 1986년에는 시장 점유율이 7.5%까지 추락하는 등 비디오테이프 표준 전쟁의 승패가 갈렸다.

## 베타 방식의 종말
결국 기능에서 가장 모자랐던 VHS가 비디오테이프 시장에서 승리를 거두었다. 그 뒤, 몇 년 동안 고속영상검색, Hi-Fi 스테레오 음향 기술등을 여러 회사들이 개발하면서 VHS는 드디어 기능에서도 베타맥스 방식을 앞서게 되었다. 역설적이게도 소니도 VHS의 성능을 개선하는 기술을 선보이기도 했다. 결국 이런 이유로 1990년대에는 의심의 여지 없이 VHS가 비디오테이프 표준 전쟁의 승자가 되었다.
소니는 1988년부터 VHS 기계를 판매하기 시작했다. 소니는 자신들이 여전히 베타방식을 지원하고 있다고 주장했지만 포맷 전쟁이 적어도 유럽과 미국에서 끝났다는 것은 명확했다. 베타 방식은 남미 일부 국가에서 계속해서 인기를 얻었고, 일본에서는 ED-Beta나 SuperBeta같은 기술이 개발되는 등 적어도 2002년 말까지는 계속해서 베타 방식이 사용되었다. 하지만 1997년부터 DVD가 널리 보급되면서 1990년대초반부터 베타 방식이 자리 잡았던 틈새 시장이 드디어 사라지게 되었으며 결국 2002년에 개발된 지 27년 만에 베타 방식은 역사의 무대에서 퇴장하게 되었다.

## 같이 보기
- 베타캠